# Corbeta Nautilus
La corbeta Nautilus fou un vaixell escola de l'Armada Espanyola; botat a Glasgow (Escòcia), i originalment, era un clíper de 59 metres d'eslora, 34 veles i 1.500 tones de desplaçament, al qual se li va donar el nom de Carric Castle.

## Adquisició per l'Armada
L'adquisició del vaixell per a l'Armada Espanyola va ser una iniciativa de Fernando Villaamil, que propugnava que els alumnes de l'armada rebessin part de la seva formació en vaixells de vela i emprant les maneres tradicionals de navegar, i que estava comissionat a Anglaterra per a l'adquisició d'un vaixell que reunís les característiques adequades per a complir la missió de vaixell escola, mentre a més, complia amb les tasques d'obtenció de subministraments per a l'Armada i d'inspecció en la construcció un nou concepte de vaixell, el destructor.
El 1886 es va comprar per 60.000 pessetes el vell clíper, Carric Castle. El preu pagat per la seva compra, era inferior al cost del transport a Espanya dels subministraments adquirits, que van ser transportats al Carric Castle, de manera que l'operació va suposar un estalvi.

## Historial de servei
Va ser donat d'alta a les llistes de l'Armada, i va passar a prestar serveis com a vaixell escola amb la classificació de corbeta amb el nom de Nautilus.
Dins de les celebracions per commemorar el quart centenari del descobriment d'Amèrica el Ministeri de Marina va aprovar, a proposta del capità Fernando de Villaamil, un viatge de circumnavegació a vela amb els guàrdies de l'Armada.
El 30 de novembre de 1892 la corbeta Nautilus va partir de Ferrol, amb Villaamil al comandament per fer la volta al món, que va concloure a Ferrol l'11 d'agost de 1894, després de recórrer 40.000 milles nàutiques. El 24 de juny de 1908 va visitar l'Havana, essent el primer vaixell espanyol que va visitar Cuba després de la seva independència, on va ser rebut amb mostres d'afecte.
Va ser substituït com a vaixell escola pel Galatea i el Elcano, després d'això, va romandre encara alguns anys com a aula a la superfície. Per fi, va ser donat de baixa i desballestat a 1933 a A Graña, al municipi gallec de Ferrol.

## Curiositats
Els quatre pals del Juan Sebastián Elcano (A-71), porten noms de vaixells que van precedir en la funció de vaixell escola, i en concret, l'arbre de mitjana porta el nom del Nautilus per aquesta corbeta.